# Issoria radiata
Issoria radiata är en fjärilsart som beskrevs av Hann 1914. Issoria radiata ingår i släktet Issoria och familjen praktfjärilar. Inga underarter finns listade i Catalogue of Life.